# Geoff Hudson
Geoffrey Alan Hudson (14 tháng 10 năm 1931 - tháng 12 năm 2015) là một cầu thủ bóng đá người Anh. Sinh ra ở Leeds, ông thi đấu cho Bradford Park Avenue, Bradford City, Halifax Town, Exeter City, Crewe Alexandra, Gillingham, Lincoln City và Rotherham United từ năm 1950 đến năm 1967. Ông mất ở Barnsley vào tháng 12 năm 2015 lúc 84 tuổi.